# لورينزو ماتشادو
لورينزو ماتشادو (1 فبراير 1998 - ) (بالإنجليزية: Lorenzo Machado)‏ هو لاعب كريكت جنوب أفريقي.

## وصلات خارجية
- لورينزو ماتشادو على موقع إي آس بي آن كريك إنفو (الإنجليزية)